# Just What I Needed
Singles de The Cars
My Best Friend's Girl
(1978)
Just What I Needed est une chanson du groupe de new wave américain The Cars écrite par Ric Ocasek, qui constitue le premier single extrait de l'album The Cars paru en mars 1978 sur le label Elektra, album classé 16e parmi les 100 meilleurs premiers albums de tous les temps (The 100 Best Debut Albums of All Time) par le magazine américain Rolling Stone.
Après avoir été présenté comme démo, la chanson devint un single à succès pour les Cars, atteignant le top 30 aux États-Unis.
Repris sur de nombreuses compilations, Just What I Needed est devenu une des chansons les plus populaires du groupe.

## Historique
Comme beaucoup d'autres morceaux de l'album The Cars, Just What I Needed sort d'abord comme une bande démo enregistrée par le groupe en 1977.
Cette version démo perce en 1977 sur les stations de radio de Boston WCOZ and WBCN, en même temps que le futur single My Best Friend's Girl et devient rapidement un des titres les plus demandés par les auditeurs de WBCN,.
La version finale est enregistrée aux AIR Studios à Londres et produite par le producteur britannique Roy Thomas Baker, producteur de Queen.
Just What I Needed sort en single en 1978 avant la sortie de l'album, avec I'm in Touch with Your World comme face B.

## Accueil critique
Le single atteint la 27e place aux USA, la 17e au Royaume-Uni et la 38e en Nouvelle-Zélande.
Ce titre est la chanson extraite de l'album The Cars qui a eu le plus de succès aux USA, devant My Best Friend's Girl et Good Times Roll.
Just What I Needed apparaît sur de nombreuses compilations du groupe, parmi lesquelles Greatest Hits, Just What I Needed: The Cars Anthology (en), Shake It Up & Other Hits, Complete Greatest Hits, The Essentials et Classic Tracks.

## Description
Just What I Needed est chanté, non par le leader du groupe Ric Ocasek, mais par le second leader et bassiste Benjamin Orr, qui a partagé le chant avec Ocasek tout au long de la carrière des Cars.
Le riff de guitare qui ouvre Just What I Needed a été emprunté à Yummy Yummy Yummy, une chanson du groupe pop américain Ohio Express parue en 1968.
La chanson présente également un riff joué au clavier par Greg Hawkes.
Le journaliste Donald A. Guarisco d'AllMusic a salué le morceau comme étant comme une « chanson pop intelligente que l'interprétation remarquable des Cars place vraiment au sommet », ajoutant que « la guitare enflammée d'Elliot Easton livre un duel aux lignes de synthétiseur glacées de Greg Hawkes sur un rythme pop/rock lancinant tandis que Benjamin Orr délivre un chant détaché qui capte le côté sarcastique des paroles avec talent ».
Selon Guarisco, « les paroles pince-sans-rire de Ric Ocasek inversent l'ode à l'amour en critiquant l'objet de son affection au moyen de louanges feintes : "I don't mind you coming here / And wasting all my time" (...) ; Ce ton ambivalent prend un côté plus sinistre durant le refrain avec des paroles comme "I guess you're just what I needed / I needed someone to bleed" ».

## Musiciens
- Ric Ocasek :  guitare
- Benjamin Orr : chant principal et basse
- Elliot Easton : guitare
- Greg Hawkes : claviers
- David Robinson : batterie

## Source
- (en) Cet article est partiellement ou en totalité issu de l’article de Wikipédia en anglais intitulé « Just What I Needed » (voir la liste des auteurs).